# Dubioza kolektiv
Dubioza Kolektiv – bośniacka grupa muzyczna, grająca reggae, dub i rock.

## Historia
Założycielami grupy w 2003 byli: Alan Hajduk, Adisa Zvekić, Almir Hasanbegović i Adis Zvekić z Zenicy oraz Brano Jakubović i Vedran Mujagić z Sarajewa.
W kwietniu 2004 roku stworzyli swój pierwszy studyjny album o nazwie Dubioza Kolektiv. W grudniu tego samego roku  we współpracy z Benjaminem Zephaniahem i Mushem Khanem z pakistańsko-angielskiej grupy Fun-da-mental ukazał się EP Open Wide a w czerwcu 2006 roku album Dubnamite. Na swoim albumie Firma Ilegal można zauważyć drobną zmianę stylu w porównaniu do wcześniejszych albumów, wszystkie utwory są śpiewane w języku serbskochorwackim (bośniackim) (do tej pory były śpiewane tylko w języku angielskim). Wszystkie albumy zostały opublikowane na stronie zespołu i są darmowe. Nowy album  – #fakenews tak jak poprzednie, także jest darmowy.

## Dyskografia
- 2004 – Dubioza Kolektiv
- 2004 – Open Wide
- 2006 – Dubnamite
- 2008 – Firma Ilegal
- 2010 – 5 do 12
- 2011 – Wild Wild East
- 2012 – Apsurdistan
- 2014 – Happy Machine (EP)
- 2016 – Happy Machine
- 2020 – #fakenews
- 2022 – Agrikultura

## Członkowie

### Obecny skład
- Almir Hasanbegović – wokal
- Adis Zvekić – wokal
- Brano Jakubović – klawisze/sampler
- Vedran Mujagić – gitara basowa
- Armin Bušatlić – gitara
- Mario Ševarac – saksofon
- Senad Šuta – perkusja

### Byli członkowie
- Adisa Zvekić – wokal (2004–2008)
- Alan Hajduk – wokal (2004–2005)
- Emir Alić – bębny (2004–2007)
- Orhan Maslo – perkusja (2006–2011)